# Iemciîha, Mîronivka
Iemciîha (în ucraineană Ємчиха) este o comună în raionul Mîronivka, regiunea Kiev, Ucraina, formată numai din satul de reședință.

## Demografie
Componența lingvistică a comunei Iemciîha
     Ucraineană (98,3%)
     Rusă (1,51%)
     Alte limbi (0,19%)
Conform recensământului din 2001, majoritatea populației comunei Iemciîha era vorbitoare de ucraineană (98,3%), existând în minoritate și vorbitori de rusă (1,51%).